# Cast of Thousands
Cast of Thousands è il secondo album del gruppo rock inglese degli Elbow pubblicato nel 2003.

## Tracce
1. Ribcage – 6:27
2. Fallen Angel – 4:07
3. Fugitive Motel – 5:51
4. Snooks (Progress Report) – 4:00
5. Switching Off – 5:05
6. Not a Job – 4:23
7. I've Got Your Number – 4:48
8. Buttons and Zips – 3:56
9. Crawling With Idiot – 4:41
10. Grace Under Pressure – 4:57
11. Flying Dream 143 – 1:43